# Greifensee (jezioro)
Greifensee – jezioro w północno-wschodniej Szwajcarii, w kantonie Zurych, położone pomiędzy Jeziorem Zuryskim a Pfäffikersee, na wschodnim obrzeżu aglomeracji Zurychu.
Jezioro rozciąga się na długości 6,5 km i szerokości 1,6 km. Powierzchnia jeziora wynosi 8,45 km², maksymalna głębokość – 34 m. Lustro wody znajduje się na wysokości 435 m n.p.m. Jezioro zasilane jest wodami rzek Ustermer Aa oraz Aabach. Odpływ wody z jeziora następuje poprzez rzekę Glatt (dopływ Renu).
Nad wschodnim brzegiem jeziora położone są miejscowości Greifensee i Uster, nad zachodnim – Maur.
Jezioro stanowi ośrodek rekreacji. Kursują po nim statki pasażerskie. Szuwarowe wybrzeże jeziora od 1941 roku znajduje się pod ochroną.